# Mohamed Louhkiar
Mohamed Louhkiar est un footballeur franco-marocain né 1er décembre 1983 à Besançon. Il est milieu de terrain et gaucher.

## Biographie
Formé au Besançon Racing Club, il participe au parcours des - 17 ans du club en coupe Gambardella en 2001, éliminés en 16e de finale par le futur vainqueur de l'épreuve, le FC Metz.
Il joue la saison 2004-2005 au sein de l'équipe fanion en National, qui est reléguée en fin de saison.
Il a joué 55 matchs en Ligue 2 avec le Football Club de Gueugnon.
En juillet 2013, il rejoint le club de l'AS Belfort Sud.
Fin gaucher, excellent technicien, il évolue principalement durant sa carrière sur l'aile gauche de l'attaque.
Il est par ailleurs le grand frère de Mustapha, autre joueur emblématique de l'équipe fanion du Besançon Racing Club dans les années 2010 en CFA/National.

## Carrière
| Saison      | Club           | Pays     | Championnat        |
| ----------- | -------------- | -------- | ------------------ |
| 2004 - 2005 | Besançon RC    | National | 20 matchs / 0 but  |
| 2005 - 2006 | FC Gueugnon    | Ligue 2  | 17 matchs / 3 buts |
| 2006 - 2007 | FC Gueugnon    | Ligue 2  | 23 matchs / 1 but  |
| 2007 - 2008 | FC Gueugnon    | Ligue 2  | 15 matchs / 3 buts |
| 2008 - 2009 | FC Gueugnon    | National | -                  |
| 2009 - 2010 | Besançon RC    | CFA      | -                  |
| 2013 - 2014 | AS Belfort-Sud | CFA2     | -                  |